# 다무기야마촌
다무기야마촌(田麦山村)은 니가타현 기타우오누마군에 있던 촌이다. 현재의 나가오카시 가와구치타무기야마에 해당한다.

## 역사
- 1889년 4월 1일 - 정촌제 시행에 의해 기타우오누마군 다무기야마촌이 성립하였다.
- 1954년 3월 31일 - 기타우오누마군 가와구치촌에 편입되어 소멸하였다.

## 참고문헌
- 『市町村名変遷辞典』東京堂出版、1990年。